# Діоптаз
Діопта́з — мінерал підкласу кільцевих силікатів, водний силікат міді.

## Опис
Формула Cu6[Si6O18]•6Н2О. Містить (%): CuO — 50,48; SiO2 — 38,09; Н2О — 11,43.
Сингонія тригональна. Утворює стовпчасті кристали. Спайність довершена. Твердість 5. Густина 3,3. Колір яскраво-зелений, злегка синюватий. Блиск скляний.
Утворюється в зонах окиснення мідно-сульфідних родовищ в умовах аридного клімату.
Зустрічається в розсипах і в зоні окиснення мідних родовищ в асоціації з малахітом, азуритом, хризоколою. Рідкісний.
Знайдений в Заїрі (пров. Шаба), Намібії (Цумеб), США (штат Аризона), а також в промислових кількостях в Африці.